# Jann Arden
Jann Arden Richards (ur. 27 marca 1962 w Calgary) – kanadyjska
piosenkarka, kompozytorka i autorka tekstów piosenek.
Będąc małą dziewczynką słuchała takich wykonawców jak Petula Clark, Carly Simon, Sam Phillips, Syd Straw, Lyle Lovett. Jednak jej idolem pozostawała Karen Carpenter, która znana była z niezwykle pięknych ballad wykonywanych w zespole The Carpenters. Jann grała również na wielu innych instrumentach - jednym z nich była trąbka. Zagrała na niej w zespole Hiphhugger, który wkrótce się rozpadł. Wtedy też Arden zaczęła grać na gitarze na ulicach Vancouver, by zarobić trochę pieniędzy. Jann występowała potem w wielu klubach w mieście. Bardzo ciężko pracowała, by zostać zauważoną. Pierwszą, która ją dostrzegła, była Olivia Newton-John. Pojawiły się pierwsze propozycje. Kiedy po raz pierwszy stanęła na scenie śpiewając oklaskiwało ją około 15 osób. Teraz jest znaną, lubianą i popularną (szczególnie w Kanadzie) piosenkarką.
Jann zaczęła wydawać płyty. Ta pierwsza i zarazem najważniejsza Time for Mercy została wydana w Los Angeles dzięki współpracownikowi Jann - Ed'iemu Cherneyowi. Album przyniósł ogromne zyski, płyta sprzedała się w nakładzie 250 tys. egzemplarzy. Potem powstały nowe płyty: Living Under June, Blood Red Cherry czy The Sound of. 
Znane stały się utwory takie jak: Could I be your girl, Cherry Popsicle, Good Mother czy Sleepless. Jann zdobyła 1. miejsce na zestawieniu listy Billboardu.